# Tajhte
Tajhte so naselje v Občini Šentjur.